# Can Nadal (Clariana de Cardener)
Can Nadal és una masia del municipi de Clariana de Cardener, a la comarca catalana del Solsonès.